# 椭圆裸胸鲹
椭圆裸胸鲹（学名：Caranx oblongus）为鲹科鲹属的鱼类，俗名长鳍鲹。分布于台湾岛等。该物种的模式产地在瓦努阿图。